# Жига
Жига је плес раширен у инструменталној музици XVII и XVIII века. Потекао је од ирског плеса те се затим развијао у Енглеској, Француској, Италији и Немачкој на различите начине. У Енглеској се жига негује у доба Елизабете I, у музици за вирџинал и за лауту као плес дводелног или троделног метра и редовно дводелног облика што су у правилу задржале све варијанте жиге.
Жига добија већу важност уласком у француску свиту. Верује се да ју је у француску музику за лауту увео Ж. Голтие, а он и његови ученици потпуно су је изменили, развивши два типа жиге.
Италијанска жига се по својој прилици развила с једне стране од завршних ставова, у 6/8 или 12/8 такту, италијанске инструменталне канцоне, а с друге, од француске жиге. Сусреће се највише у виолинској сонати, затим у трио-сонати, концерту и клавирској музици. Преко композитора напуљске школе (Самартини, Перголези) инталијанска је жига ушла у камерну и оркестарску музику ране класике где се често јавља као завршни Престо.
У Немачкој су ране жиге писане за лауту: првобитно су француског типа, а од 1700. и италијанског. Распоред типичан за немачку свиту са жигом као финалним ставом (алеманда, курант, сарабанда, жига), постао је правило за његове наследнике. Уз Фробергера, немачку су варијанту жиге изградили Ј. Пахелбел, Ј. К. Ф. Фишер, Д. Букстехуде и др.; у њој се јављају час француска, час италијанска стилска обележја, начело контраста италијанске канцоне као и француска техника фигурирања. Ј. С. Бах је прихватио све типове жиге и, спроводећи доследно контрапунктски принцип, изградио жигу у облику фуге.